# Palma Mlađi
Palma Mlađi (Palma Giovane, Iacopo Nigreti, Jacopo Palma il Giovane; Mleci, oko 1548. – Mleci, 14. listopada 1628.), bio je plodni i vješti mletački maniristički slikar. 
Nakon Tintorettove smrti 1594., Palma je postao najpoznatiji i najtraženiji mletački slikar, koji je dobrim dijelom usvojio njegov stil.
Palma Mlađi dobivao je brojne narudžbe od naručitelja izvan Mletaka, osobito iz Bergama i Srednje Europe, posebice od austrijskog cara Rudolfa II. iz Praga. Palma Mlađi naslikao je brojne slike za crkve i samostane u Hrvatskoj, tako da danas naši muzeji i crkvene riznice imaju brojna djela koja se pripisuju njemu ili njegovoj školi.

## Životopis
Palma Mlađi bio je nasljednik obiteljske tradicije, njegov prastric bio je poznati mletački slikar Palma Stariji, i njegov otac Antonio Nigreti bio je također slikar koji je bio učenik njegova predradnika Bonifacija de Pitata. Nakon Bonifacijeve smrti 1553., njegov otac nastavio je voditi slikarsku radionicu, u njoj se Palma Mlađi učio slikarskoj vještini kopirajući Tizianova djela. 1567. godine Guidobald II. Roverski, vojvoda od Urbina, prepoznao je izuzetan talent Palme Mlađeg, i bio njegov mecena četiri godine. Poslao ga je u Rim studirati slikarstvo, a on je u Rimu ostao sve do oko 1572. godine. 
Po povratku u Mletke Palma je odbacio sva stilska obilježja rimskog načina slikanja, jer ga je oduševio Tintorettov maniristički stil. Uključio se slikarsku bratovštinu i počeo surađivati s kiparom Alessandrom Vittoriem na dekoraciji vjerskih objekata. Njegovi rani životopisci tvrdili su da je isprva radio u Tizianovoj bottegi, kad je stari majstor umro, tako da je on dovršio njegovo posljednje djelo, Oplakivanje Krista za crkvu Frari (danas u Galeriji Akademije). Prvu veću narudžbu Palma Mlađi dobio je nakon požara koji je zahvatio Duždevu palaču 1577. godine. To je bila stropna freska za dvoranu Velikog vijeća - "Pobjeda kruni Mletke" (oko 1578.). To je bio njegov prvi poznati važniji rad, u njemu se vide njegova srednjotalijanska iskustva, umješnost rješavanje kompozicije i sposobnost da oslika iluzije. Za Duždevu palaču je napravio i: "Posljednji sud", "Krist s duždevima Priuli" i "Zauzeće Carigrada". 
Do sredine 1580-ihon je spojio tintorettovsku lakoću postavljanja likova na scenu s ticijanskim gustim namazima boje, naglašavanja osvijetljenih dijelova slike, i lepršavih poteza kistom. 
Devedesetih godina 16. st. Palma radi na oslikavanju oratorija "Ospedaletto deo Crocier", gdje je na zidu izveo fresku "Bogorodicu u slavi". Izveo je i ciklus posvećen sv. Jeronimu, slike za bratovštinu sv. Sakramenta u S. Giovanni in Bragora, ciklus slika "Čistilište" (oko 1600.) za Prizemnu dvoranu "Campagna della Giustizia". Svom manirističkom načinu slikanja dodao je snažni naturalizam nakon 1580-ih, na taj način Palma je pokušao izmiriti manirizam i naturalizam. Tako dobiveni slikarski amalgam je genijalno varirao u skladu s naručenom temom i konzervativim ukusom svojih naručitelja, i to s virtuoznim umijećem i lakoćom.
Palma Mlađi, bavio se i ostalim vidovima umjetnosti; grafikom; izradio je mnogobrojne bakropise (danas ih je sačuvano oko 30), primijenjenom umjetnošću, napravio je kartone (skice) za mozaike u bazilici sv. Marka (Priča o Suzani). Najveći dio njegova bogatog crtačkog opusa, skupio je mletački kolekcionar Antonio Mario Zanetti, a danas se ta kolekcija nalazi u londonskom Britanskom Muzeju. Nakon 1600. godine posvetio se slikanju mitoloških prizora za mali krug intelektualaca.
Umro je 1628. godine, pokopan je u grobnici crkve Svetih Ivana i Pavla u Mletcima uz Tiziana i Palmu Starijeg (ondje je pokopan i Marin Držić).

## Važnija djela
- Djevica Marija sa svecima Stjepanom, Lovrom i Ivanom Krstiteljem, ulje na platnu, Nozza di Vestone (Bassano), Župna crkva.
- Gospa od Ružarija i sveci, ulje na platnu, Vestone (Basano), Župna crkva.
- Dužd Pasquale Cicogna slavi misu u oratoriju križara, 1568-1587, ulje na platnu, 369 x 262 cm, Mletci, Ospedaletto dei Crociferi
- Pasquale Cicogna prima obavijest da je postao dužd, 1568-1587, ulje na platnu, 369 x 262 cm, Mletci, Ospedaletto dei Crociferi.
- Slike u dvorani Velikog vijeća, 1575-1595, ulje na platnu, Mletci, Duždeva palača.
- Mučeništvo svetog Lovre, 1581-1582, ulje na platnu, 283 x 490 cm, Mletci, crkva San Giacomo dall'Orio.
- Poklonstvo pastira, 1585 ca, ulje na platnu, 113 x 97 cm, Würzburg, Staatsgalerie.
- Mars i Venera na postelji, oko 1585-1590, ulje na platnu, 130 x 165,6 cm, London, National Gallery.
- Portret dobrog čovjeka, 1590 ca, ulje na platnu, 108 x 81,3 cm, Chicago, Art Institute.
- Pranje nogu, 1591-1592, ulje na platnu, 163 x 378 cm, Mletci, crkva San Giovanni in Bragora.
- Protjerivanje izgubljenog sina, 1595-1600, ulje na platnu, 83 x 118 cm, Mletci, Gallerie dell'Accademia.
- Povratak izgubljenog sina, 1595-1600, ulje na platnu, 83 x 118 cm, Mletci, Gallerie dell'Accademia.
- Saloma s glavom Ivana Krstitelja, oko 1599, ulje na platnu, 92 x 76 cm, Beč, Kunthistorisches Museum.
- Muke Isusove, 1600, ulje na platnu, Scuola di San Girolamo, Mletci.
- Mrtvi Isus s dva anđela, oko 1600, ulje na platnu, 65 x 112 cm, Budimpešta, Muzej lijepih umjetnosti.
- Portret Paola Veronesea, 1600-1610, ulje na platnu, 45 x 38 cm, Firenca, Uffizi
- Kajin i Abel, oko 1603, ulje na platnu, 98 x 123 cm, Beč, Kunsthistorisches Museum.
- Venera i Mars, oko 1605-1609., ulje na platnu, 80 x 56 cm, Los Angeles, Muzej J. Paul Getty
- Venera i Kupido u Vulkanovoj kovačnici, 1610 ca, ulje na platnu, 115 x 167 cm, Kassel, Staatliche Museen.
- Portret venecijanskog admirala Vincenza Cappella, oko 1610., ulje na platnu, 117 x 91 cm, Pariz, Louvre.
- Mrtvi Isus s jednim anđelom, oko 1612., ulje na platnu, 75 x 47 cm, Beč, Kunthistorisches Museum.
- Lucifeorov par, oko 1615-1620., ulje na platnu, 74 x 127 cm, Rim, Galleria Borghese.
- Pietà s anđelima, oko 1620., ulje na platnu, 120 x 111 cm, Beč, Kunsthistorisches Museum.
- Prizori najvažnijih epizoda Četvrtog križarskog rata,  Duždeva palača, Mletci
- Sveta Lucija,  crkva San Geremia e Santa Lucia, Mletci
- Svadba u Kani, crkva San Giacomo dell'Orio, Venecija
- Sveta Obitelj i Santa Rosa, Accademia Carrara, Bergamo
- Pietà, Accademia Carrara, Bergamo

### Djela Palme Mlađeg u Hrvatskoj
- Polaganje u grob, ulje na platnu, 230 x 136 cm, Strossmayerova galerija, Zagreb[5]
- Silazak Duha Svetoga, 1544. – 1628., Župna Crkva sv. Mihovila Omiš
- Sveti Franjo prima stigme, Samostan Gospe od milosti, Hvar
- Bogorodica sa svetim Stjepanom, svetim Jeronimom i svetim Karlom Boromejskim, Katedrala, Hvar
- Oltarna pala ( oltar sv. Franje), Crkva i samostan Sv. Frane, Zadar
- Slika na oltaru Majke Božje Karmelske, Crkva Rođenja Blažene Djevice Marije, Labin
- Slika Pranje nogu, Župna crkva sv. Petra i Pavla, Bribir[6]

## Vanjske poveznice
- Galerija slika Palme mlađeg na portalu web gallery